# Twinkl
Twinkl es una editorial educativa internacional en línea que produce materiales didácticos y educativos. Twinkl fue fundado por Jonathan Seaton y Susie Seaton. Su sede se encuentra en Sheffield, Inglaterra.
En 2018, sus ventas internacionales fueron de £2.600.000.

## Productos
Twinkl crea materiales didácticos digitales para educadores de todo el mundo. Esto incluye materiales para centros de educación primaria, educación secundaria, dinámicas para padres o educadores en el hogar, cuidadores de niños, inglés como segunda lengua, necesidades educativas especiales y discapacidades, educación de adultos, y mercados internacionales.

## Ubicación
La empresa se mudó a su sede actual, en Sheffield, Inglaterra, en 2014. En 2020, la empresa contaba con más de 710 empleados en 15 ubicaciones en todo el mundo. En 2017, Twinkl abrió una segunda oficina en Wollongong, Australia.

## Reconocimiento y logros
En abril de 2018, Twinkl recibió el premio The Queen's Award for Enterprise por el trabajo de la empresa en el ámbito del comercio internacional. Twinkl recibió un segundo premio Queen's Award for Enterprise en 2020, por innovación.
Jonathan Seaton, cofundador y director ejecutivo de Twinkl, fue galardonado como miembro de la Orden del Imperio Británico (MBE) por los servicios de Twinkl en tecnología y educación durante la pandemia del coronavirus en 2020.

## Respuesta al coronavirus
Twinkl ofreció todos sus recursos de forma gratuita a padres, profesores y cuidadores de todo el mundo durante un mes durante el cierre de las escuelas por el coronavirus.
La empresa se asoció con BBC Bitesize para suministrar materiales educativos y así apoyar el aprendizaje en el hogar. También se ha asociado con BBC Children in Need para ofrecer una variedad de recursos gratuitos, apoyando a niños y escuelas para recaudar fondos para la organización benéfica. En junio de 2020, la firma se asoció con BBC Studios para crear una gama de recursos educativos de Doctor Who para niños de primaria. Además, Twinkl colaboró con la UEFA Champions League y su socio, el banco Santander, para lanzar The Numbers Game Champions Challenge Cards, disponible de forma gratuita en el sitio web de Twinkl.

## TwinklHive
En 2019, Twinkl lanzó una aceleradora de startups llamada TwinklHive, con sede en Sheffield, Reino Unido. TwinklHive lanzó un programa de emprendimiento joven en 2020, el cual ofrece inversión y orientación a los jóvenes que desean hacer crecer un negocio digital.
Natterhub, una red social y entramado de trabajo creado para que los maestros lo compartan con los alumnos, es parte de TwinklHive. Fundada por Manjit Sareen y Caroline Allams, la plataforma se centra en el currículo educativo y está dirigida a estudiantes de 5 a 11 años en el Reino Unido.
Otra empresa destacada que recibe inversiones de TwinklHive es Learning Ladders, un software para la planificación curricular, portafolios, evaluaciones, seguimiento del progreso, aprendizaje remoto y participación familiar.
Champion Health, una plataforma de bienestar digital, recibió una inversión de TwinklHive en 2020.